# Le Miroir (nouvelle d’Anton Tchekhov)
Pour les articles homonymes, voir Le Miroir.
Le Miroir est une nouvelle fantastique d’Anton Tchekhov, publiée en 1885.

## Historique
Le Miroir est initialement publié dans la revue russe Le Journal de Pétersbourg, no 358, du 30 décembre 1885, signée A.Tchékhonté. 
C’est une nouvelle fantastique dans la même veine que Le Miroir déformant du même auteur.

## Résumé
Nelly, jeune et jolie demoiselle, rêve devant son miroir, elle y voit son avenir. Tout d’abord, le visage d’un homme, leurs vies qui se mêlent et sa visite nocturne chez le docteur Stépane Loukitch, « Venez vite mon mari est malade ». Le docteur, malade lui-même, ne veut ni ne peut y aller. Nelly voit son chantage au docteur, puis leur arrivée dans son domaine, la mort de son mari, les dettes, les huissiers, les cinq ou six enfants : lequel mourra de la diphtérie ou de la scarlatine ?
Elle se réveille : était-ce un rêve ?

## Édition française
- Le Miroir, traduit par Édouard Parayre, in Œuvres I, Paris, Éditions Gallimard, coll. « Bibliothèque de la Pléiade » no 197, 1968  (ISBN 978-2-07-0105-49-6).